# 아이누의 역사
아이누 민족의 역사는 일본 열도의 홋카이도와 혼슈, 사할린섬과 쿠릴 열도에 정착하면서 거주했던 민족인 아이누 민족의 역사를 가리킨다.

## 역사

### 선사시대
홋카이도는 수만년전 빙하기에 시베리아에서 사람들이 건너왔으며 기후가 온난한 까닭에 혼슈에서도 도래했다. 구석기 시대를 거치면서 토기를 중심으로 한 조몬 문화가 생겨났다(조몬 시대).

### 야마토인(일본인)의 진출
옛날에는 《일본서기》에서 와타리시마(渡島)로서 등장하고 아베노 히라부와 접촉했으며 나라 시대, 헤이안 시대에는 데와국과 교역을 행했다. 당시의 주민은 도호쿠 지방 북부의 주민과 함께 에미시로 불리고 있었다. 아마 양자는 동일 민족으로 홋카이도측의 에미시가 후의 에조, 현재의 아이누의 선조라고 생각되고 있다.
중세 이후 홋카이도의 주민은 에조로 불렸고 홋카이도의 땅은 에조의 섬, 에조치(蝦夷地) 등 여러가지로 불렸다. 고대의 에미시는 농경을 생활의 주축으로 하고 있었지만 점차 수렵·어업을 특화해 쌀이나 철 등을 일본인(야마토인)과의 교역으로 얻게 되어 갔다.

### 마쓰마에 번
무로마치 시대에는 오시마반도의 남단에 야마토인이 도난 12관을 축조해 거주지(야마토지)를 마련했다. 전란을 피해 이주하는 사람이 증가하면서 현지의 아이누와의 사이에 대립이 일어났다. 그 결과 1457년에 일어난 코샤마인 봉기로 다케다 노부히로가 아이누의 지도자 코샤마인을 죽여 야마토의 승리를 결정했다. 노부히로는 가키자키 씨를 계승했고 그 자손은 후에 마쓰마에 씨를 자칭해 대대로 에조치의 남부에 지배권을 구축했다(마쓰마에번).
마쓰마에 번의 경제 기반은 아이누와의 교역에 있었다. 아즈치모모야마 시대부터 에도 시대에 걸쳐 마쓰마에 씨는 쇼군으로부터 교역 독점권을 인정받아 아이누와의 교역 조건을 스스로에게 유리한 것으로 바꾸어 나갔다. 아이누는 샤크샤인의 난이나 쿠나시르·메나시 봉기와 같은 반란을 일으켰지만 마쓰마에 번에 의해서 진압되었다. 1784년부터는 에조치의 개척을 시작해 연안에 몇 개의 이주지가 건설되었다.
에도 시대 후기부터 시베리아로부터 러시아가 영토를 확장하면서 일본과 통상을 요구하게 되어 쇄국을 유지하려고 하는 일본과 홋카이도 부근에서 접촉했다. 안에는 바실리 골로브닌이나 다카타야 가헤에처럼 상대국의 포로가 된 사람도 있었다(골로브닌 사건). 러시아의 위협에 대한 북방 방비의 필요를 인식한 에도 막부는 모가미 도쿠나이, 곤도 주조, 마미야 린조, 이노 다다타카 등에게 에조치를{사할린(가라후토)·쿠릴 열도를 포함해} 탐험시켜 지리적인 지식을 획득했다. 또 1799년에 에조치 동부를, 1807년에는 에조지 서부를 마쓰마에 씨한테서 거두어 1802년에 에조 봉행을 설치하였다. 골로브닌 사건 해결 이후 러시아의 영토 확대와 남하가 정체되었기 때문에 봉행은 1821년에 폐지되었고 모든 에조치는 마쓰마에 번에 환부되었다.

### 근대
1868년에 메이지 정부는 에조치에 하코다테 재판소를 둘 것을 결정하고 곧바로 그 이름을 하코다테 부로 고쳤다. 보신 전쟁 때 에조 공화국이 건국되어 에조치는 신정부아래로 바로 통일되지 않았다. 에노모토 다케아키의 항복 후 에조치는 1869년에 홋카이도로 개칭되어 11국이 놓였다. 동년 7월 마쓰마에 번령 이외를 관할하는 개척사가 설치되고 나서 홋카이도의 개척은 본격화되었다. 1871년 7월 14일 폐번치현과 함께 마쓰마에 번의 옛 영토에 다테 현이 설치되었다. 동년 9월 다테 현은 히로사키 현 등과 합병해 히로사키 현(아오모리현)의 일부가 되어 소멸하였다. 1872년 10월 옛 다테 현의 부분이 아오모리 현으로부터 개척사로 이관되었다. 이것에 의해 홋카이도 전역이 개척사의 소관이 된다. 개척사는 1882년에 폐지되어 대신에 하코다테 현, 삿포로 현, 네무로 현의 3현이 설치되었지만 1886년에는 다시 통일 행정 기관으로서 홋카이도청이 놓였다. 메이지 정부의 정책에 의해 많은 사람이 이주해 도내 각지에 개척의 물결이 밀려 들었다. 석탄이 생산되어 수많은 탄광이 개발되었고 이를 수송하기 위한 철도가 종횡으로 설치되었다. 무엇보다 일본인의 "개척"은 아이누에게는 토지 수탈과 강제 이주를 수반하는 것이어서 "일본에 의한 침략"이었다고 하는 견해도 있다.

### 현대
1950년 홋카이도를 개발하기 위해 조사·입안 및 실시에 관한 사무를 담당하는 홋카이도 개발청이 총리부의 외국으로서 설치되었다. 홋카이도내에는 홋카이도 개발국과 각 지방에 개발 건설부가 놓여 개발에 임하였다. 제2차 세계 대전 이후 돌아온 병사와, 구식민지로부터의 귀환자의 정착지로서 홋카이도가 주목받아 인구가 급증했다. 전후 부흥과 고도 경제성장기 초에는 홋카이도산의 석탄이 귀중한 보물이 되어 많은 탄광 노동자가 홋카이도에서 살았지만 1960년대에 석유로의 에너지 전환이 일어나 1980년대까지 대부분의 탄광이 폐광되었다. 이것에 수반해 불필요하게 된 철도가 연달아 폐지되어 시민 생활의 자동차화를 추진할 수 있었다. 도로망을 정비하고 도오 자동차도를 비롯한 고속도로가 건설되었다.